# 崔济哲
崔济哲（1950年8月—），男，安徽萧县（一作山东济南）人，中华人民共和国新闻工作者、作家，曾任新华社副社长、党组成员。2010年被免职。